# Juin 1636

## Naissances
2 juin
- René Gaultier de Varennes (mort le 4 juin 1689), administrateur colonial français

3 juin
- John Hale (mort le 15 mai 1700), pasteur américain

10 juin
- Matsudaira Mitsumichi (mort le 29 avril 1674), daimyo de l'époque d'Edo
- Tommaso Bai(mort le 22 décembre 1714), ténor et compositeur italien

11 juin
- Pierre-Bruno de Valbelle (mort le 2 août 1702), officier de marine et aristocrate

13 juin
- Francesco Nerli (1636-1708) (mort le 8 avril 1708), cardinal italien

15 juin
- Charles de La Fosse (mort le 13 décembre 1716), peintre

- Johann Jakob Thourneyser (mort le 15 février 1711), graveur suisse

21 juin
- Godefroy-Maurice de La Tour d'Auvergne (mort le 26 juillet 1721), Grand Chambellan de France de 1658 à 1715

29 juin
- Thomas Hyde (mort le 14 février 1702), orientaliste anglais

## Décès
9 juin
- Antoine de Paule (né en 1551), grand maître de l'ordre des Hospitaliers

13 juin
- Sagara Yorifusa (né le 24 mai 1574), daimyo (seigneur japonais) de la période Sengoku

14 juin
- Jean de Saint-Bonnet de Toiras (né le 1er mars 1585), militaire et gentilhomme français

21 juin
- Justus de Harduwijn (né le 11 avril 1582), prêtre et poète des Pays-Bas espagnols

27 juin
- Date Masamune (né le 5 septembre 1567), un des daimyos qui ont dirigé la région de Tōhoku au Japon

- Lambert Jacobsz (né en 1598), peintre et prêcheur néerlandais